# Слиборский, Иван Григорьевич
Иван Григорьевич Слиборский (1810 — 2 ноября 1883) — инспектор Полоцкой духовной семинарии (1851—1862), магистр богословия, профессор философских наук, патристики, латинского и французского языков. Коллежский советник (1848). Кавалер орденов Святого Станислава III степени (1867), Святого Станислава II степени (1869), Святого Владимира IV степени (1874). Награждён знаком отличия беспорочной службы за 20 и 25 лет, а также бронзовой медалью «В память войны 1853—1856 годов».

## Ранние годы
Родился в 1810 году в семье Григория Дмитриева Слиборского (1777—1817), униатского священника, администратора церкви в деревне Стасево Витебского уезда.

## Образование
После окончания курса в Полоцкой униатской духовной семинарии отправился для продолжения образования в Санкт-Петербургский университет. По распоряжению Коллегии, вместе с Фомой Малышевским (будущим епископом Филаретом) и Ильдефонсом Говорским, был переведен в Санкт-Петербургскую духовную академию, где окончил курс в 1835 году по первому разряду.

## Служба в духовных заведениях
С 1 сентября 1835 года начал службу в Полоцкой духовной семинарии в качестве учителя философии и смежных предметов.
В 1837 году во время ревизии семинарии ревизор Иосиф Семашко ожидал письменного заявления от тех, кто желает присоединиться к православной церкви. Из 21 подписавшегося в Белорусской епархии, семь были из семинарии, в том числе профессор И. Г. Слиборский. Двое не подписавших, инспектор Адам Томковид и учитель иеромонах Венедикт Копецкий, 25 сентября 1837 года были уволены. В том же году, так как на Полоцких землях отсутствовала женская духовная школа, совместно с тогдашним инспектором семинарии Малышевским и учителями Андреем Копацинским и Ильдефонсом Говорским, составил устав для женского духовного училища с четырехлетним курсом. Проект был представлен преосвященному Василию, однако его ходатайство о разрешении открыть пансион было отклонено грекоуниатской коллегией. Осуществить это удалось только в 1844 году.
После превращения Полоцкой духовной семинарии в православную, состоял в ней преподавателем философии, с 1841 года начал преподавать логику, психологию и латинский язык. Эти дисциплины он преподавал до 1872 года. Кроме профессорской деятельности, в 1840-х годах был экономом семинарии. В 1851 году занял должность инспектора. В 1862 году исполнял дела смотрителя Витебского духовного училища.
В 1861 году состоялась неожиданная ревизия семинарии профессором Санкт-Петербургской духовной академии В. Н. Карповым. В своем отчете Синоду он представил ситуацию в семинарии таким образом, что ей грозило закрытие. Благодаря вмешательству митрополита Филарета учреждение удалось сохранить, однако ректор и инспектор были отправлены в отставку. Несмотря на отставку с должности инспектора, И. Г. Слиборский остался преподавать в семинарии.
В 1871 году был призван к временному исполнению обязанностей инспектора, а в 1872 году временно исполнял обязанности ректора, до выхода в отставку, так как Витебская семинария оказалась без ректора и без инспектора: первый был переведен в цензурный комитет, а второй получил назначение в Рим к посольской церкви. Был председателем избирательной корпорации семинарии по выборам нового ректора.

## Последние годы
18 января 1873 года оставил службу. До отъезда из Витебска 10 июня 1874 года состоял членом комитета Православного миссионерского общества. После отставки некоторое время проживал в Екатеринославле при дочери, состоящей в браке с прокурором окружного суда, затем переехал в Санкт-Петербург. Последние годы жизни оказались затруднительными, особенно после того как овдовела и тяжело заболела дочь.
Скончался 2 ноября 1883 года в Санкт-Петербурге. Погребён 30 ноября на Митрофаниевском кладбище.

## Семья
По состоянию на 1862 год был вдовцом. Имел единственную дочь. Дядя Д. Н. Кайгородова, заслуженного профессора Санкт-Петербургского лесного института.